# یوبیسزوو
یوبیسزوو (به لاتین: Ubyszów) یک روستا در لهستان است که در Gmina Bliżyn واقع شده‌است.

## خصوصیات
یوبیسزوو ۳۸۰ نفر جمعیت دارد.